# زنون

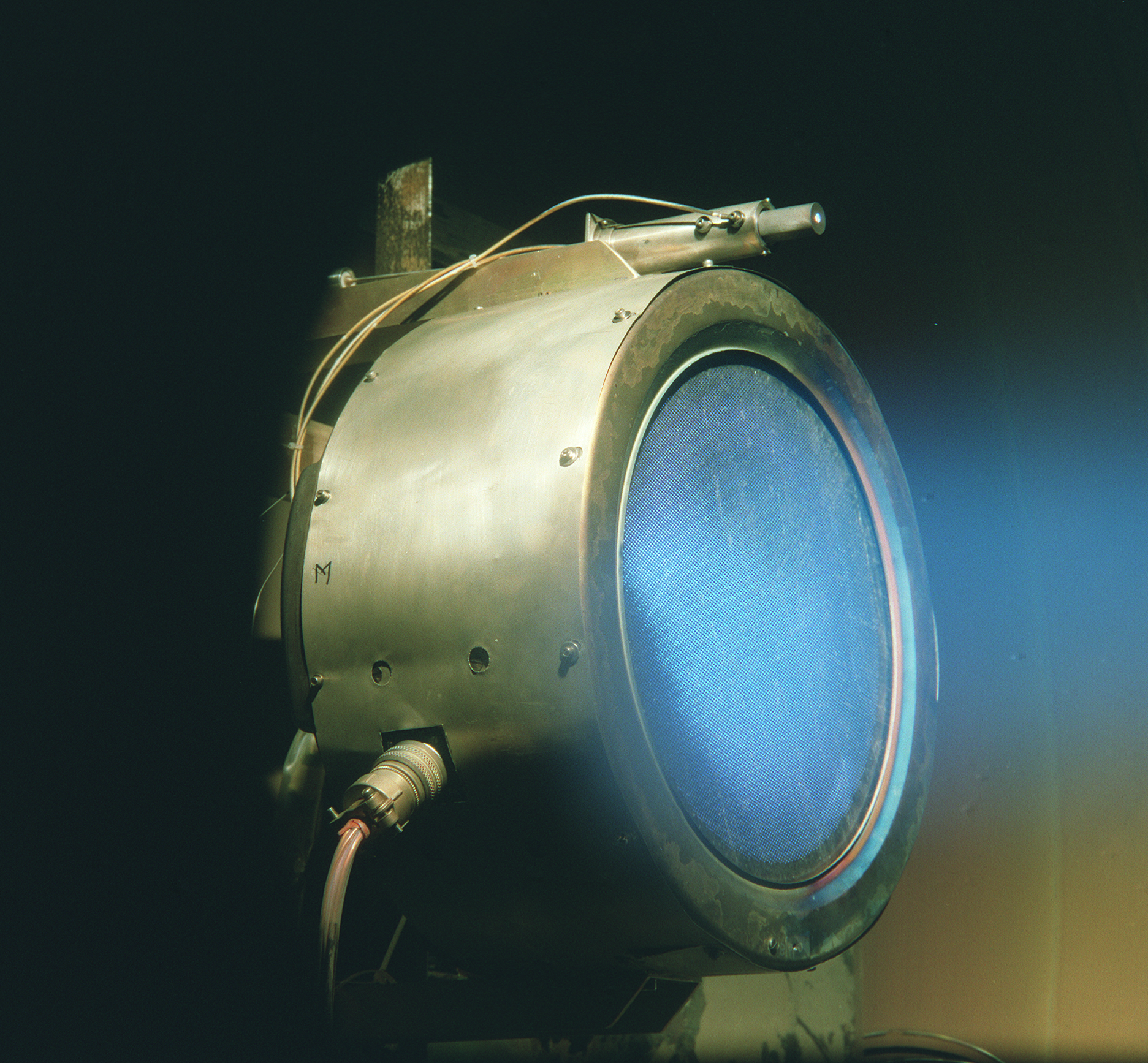
یونهای زنون در موتور یونی ساخت ناسا کاربرد دارد

زنون یا گزنون (به انگلیسی: Xenon) عنصر شمارهٔ ۵۴ در جدول تناوبی عناصر است. این گاز برخلاف گازهای نجیب دوره‌های قبلی خود می‌تواند با فلوئور و اکسیژن ترکیبات شیمیایی با عدد اُکسایش‌های گوناگون ایجاد کند و رنگ آبی کدر به خود اختصاص داده‌است.

## تاریخچه
کشف هلیم و آرگون این اندیشه را به وجود آورد که احتمال دارد عناصر دیگری از گروه گازهای بی اثر وجود داشته باشد رامسی و تراورس به جستجوی این عناصر پرداختند و به سال ۱۸۹۸ سه گاز جدید در باقی‌مانده هوای مایع کشف کردند. آنها این سه گاز را زنون، نئون و کریپتون نامیدند
این گاز در سال ۱۸۹۸ در انگلستان توسط William Ramsay (ویلیام رامسای) و Morris Travers (موریس تراورز) بعد از کشف کریپتون و نئون از هوای مایع کشف شد.
نام زنون (xenon) صورت خنثی از واژه یونانی xenos به معنی غریب است و می‌توان آن را به غریبه ترجمه کرد.

## مشخصات
زنون عنصری با عدد اتمی ۵۴؛ در گروه گازهای بی‌اثر یا نجیب و در دوره پنجم جدول تناوبی جای دارد. جرم اتمی ۱۳۱٫۳۰؛ ظرفیت‌ها ۲٬۴٬۶و ۸. دارای نه ایزوتوپ پایدار است.

## خواص
گاز یا مایع بیرنگ، بی‌بو. گاز دارای چگالی۵٫۸۶۷۱ گرم بر لیتر (هوا=۱٫۲۹) و ثابت دی الکتریک برابر ۱٫۰۰۱۲ مایع آن دارای نقطهٔ جوش -۱۰۸٫۱۲ درجه سلسیوس نقطه ذوب -۱۰۶٫۹ درجه سلسیوس غیرقابل سوختن؛ غیر سمی. از نظر شیمیایی غیرفعال است، اما کاملاً بی اثر نیست. ترکیب‌های زنون عبارت‌اند از: فلوروید زنون(II)، هگزا فلوروید زنون، فلورید زنون(I)، اکسید زنون(VI) پرگزنات سدیم.

## طرز تهیه
زنون به صورت تجاری به‌عنوان یک محصول جانبی از جداسازی هوا به اکسیژن و نیتروژن به دست می‌آید. پس از این جداسازی، که عموماً با تقطیر جزء به جزء در یک کارخانه دو ستونه انجام می‌شود، اکسیژن مایع تولید شده حاوی مقادیر کمی کریپتون و زنون خواهد بود. با تقطیر جزء به جزء اضافی، اکسیژن مایع ممکن است غنی شود تا حاوی ۰٫۱–۰٫۲٪ مخلوط کریپتون/زنون باشد که از طریق جذب بر روی ژل سیلیکا یا با تقطیر استخراج می‌شود. در نهایت، مخلوط کریپتون/زنون ممکن است با تقطیر بیشتر به کریپتون و زنون جدا شود.

## کاربرد
- لوله‌های لومینسانس
- لامپ‌های فلاش زن در عکاسی
- لیزر
- مطالعات ردیابی
- فلوئوریتمری

- لامپ‌های ماشین (HID)

## نگارخانه

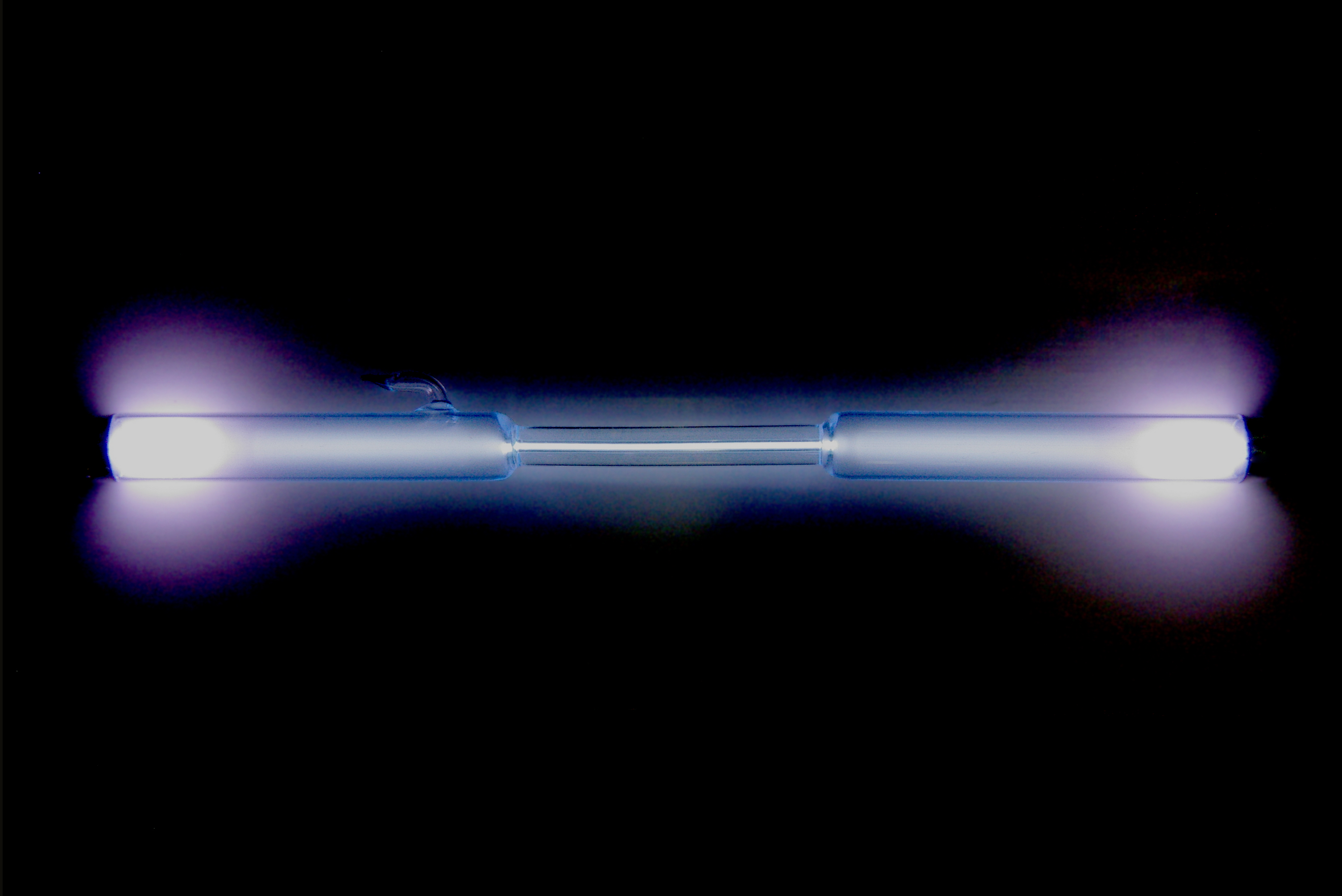
طیف لامپ تخلیه پر شده توسط گاز نجیب گزنون